# Bellegarde-en-Forez
Bellegarde-en-Forez és un municipi francès situat al departament del Loira i a la regió d'Alvèrnia-Roine-Alps. L'any 2007 tenia 1.806 habitants.

## Demografia

### Població
El 2007 la població de fet de Bellegarde-en-Forez era de 1.806 persones. Hi havia 641 famílies de les quals 152 eren unipersonals (78 homes vivint sols i 74 dones vivint soles), 189 parelles sense fills, 292 parelles amb fills i 8 famílies monoparentals amb fills.
La població ha evolucionat segons el següent gràfic:
Habitants censats

### Habitatges
El 2007 hi havia 731 habitatges, 653 eren l'habitatge principal de la família, 41 eren segones residències i 37 estaven desocupats. 663 eren cases i 67 eren apartaments. Dels 653 habitatges principals, 501 estaven ocupats pels seus propietaris, 140 estaven llogats i ocupats pels llogaters i 11 estaven cedits a títol gratuït; 42 tenien dues cambres, 114 en tenien tres, 199 en tenien quatre i 298 en tenien cinc o més. 475 habitatges disposaven pel capbaix d'una plaça de pàrquing. A 244 habitatges hi havia un automòbil i a 339 n'hi havia dos o més.

### Piràmide de població
La piràmide de població per edats i sexe el 2009 era:
| Homes | Edats   | Dones |
| ----- | ------- | ----- |
| 4     | 95 o +  | 16    |
| 12    | 90 a 94 | 8     |
| 20    | 85 a 89 | 36    |
| 0     | 80 a 84 | 28    |
| 28    | 75 a 79 | 28    |
| 36    | 70 a 74 | 28    |
| 48    | 65 a 69 | 52    |
| 40    | 60 a 64 | 32    |
| 20    | 55 a 59 | 36    |
| 48    | 50 a 54 | 28    |
| 60    | 45 a 49 | 36    |
| 44    | 40 a 44 | 40    |
| 32    | 35 a 39 | 44    |
| 64    | 30 a 34 | 52    |
| 48    | 25 a 29 | 68    |
| 40    | 20 a 24 | 40    |
| 56    | 15 a 19 | 28    |
| 32    | 10 a 14 | 32    |
| 64    | 5 a 9   | 56    |
| 28    | 0 a 4   | 40    |

## Economia
El 2007 la població en edat de treballar era de 1.030 persones, 798 eren actives i 232 eren inactives. De les 798 persones actives 749 estaven ocupades (394 homes i 355 dones) i 49 estaven aturades (21 homes i 28 dones). De les 232 persones inactives 69 estaven jubilades, 78 estaven estudiant i 85 estaven classificades com a «altres inactius».

### Ingressos
El 2009 a Bellegarde-en-Forez hi havia 648 unitats fiscals que integraven 1.762,5 persones, la mediana anual d'ingressos fiscals per persona era de 18.373 €.

### Activitats econòmiques
Dels 67 establiments que hi havia el 2007, 1 era d'una empresa extractiva, 2 d'empreses alimentàries, 1 d'una empresa de fabricació d'altres productes industrials, 11 d'empreses de construcció, 21 d'empreses de comerç i reparació d'automòbils, 2 d'empreses de transport, 2 d'empreses d'hostatgeria i restauració, 3 d'empreses financeres, 1 d'una empresa immobiliària, 6 d'empreses de serveis, 7 d'entitats de l'administració pública i 10 d'empreses classificades com a «altres activitats de serveis».
Dels 20 establiments de servei als particulars que hi havia el 2009, 1 era una oficina bancària, 3 tallers de reparació d'automòbils i de material agrícola, 2 paletes, 3 guixaires pintors, 2 fusteries, 1 lampisteria, 2 electricistes, 2 perruqueries, 2 restaurants, 1 agència immobiliària i 1 saló de bellesa.
Dels 5 establiments comercials que hi havia el 2009, 1 era una botiga de menys de 120 m², 2 fleques, 1 una llibreria i 1 una perfumeria.
L'any 2000 a Bellegarde-en-Forez hi havia 40 explotacions agrícoles que ocupaven un total de 846 hectàrees.

## Equipaments sanitaris i escolars
Els 2 equipaments sanitaris que hi havia el 2009 eren farmàcies.
El 2009 hi havia 2 escoles elementals.

## Poblacions més properes
El següent diagrama mostra les poblacions més properes.